# Распусков, Анатолий Владимирович
Анатолий Владимирович Распусков (11 февраля 1957, Казань) — советский и российский футболист, защитник, тренер. Мастер спорта СССР. Заслуженный тренер Республики Марий Эл.

## Биография
Воспитанник лениногорского «Строителя», выступал за команду в КФК в 1974—1976 годах. В 1979—1989 в составе казанского «Рубина» во второй лиге провёл 326 игр, забил три мяча. В дальнейшем играл за «Знамя Труда» Орехово-Зуево (1990, вторая низшая лига), «Прогресс» Зеленодольск (1991, КФК; 1993, вторая лига; 1994, третья лига), «Скат-5с» Елабуга (1992, вторая лига), «Авангард» Зеленодольск (1995, 1998, КФК), «Диана» Волжск (1996—1997, КФК). В сезонах 1996/97 — 1998/99 выступал за мини-футбольный клуб «Диана» Зеленодольск.
В 1976 году окончил Лениногорское музыкально-художественное педагогическое училище, в 1985 году окончил кафедру физкультуры Казанского филиала Волгоградского государственного института физической культуры. В 1993 году — тренер зеленодольского «Прогресса», в 1997 — главный тренер волжской «Дианы». С 2012 года — главный тренер ФК «Волжск», по состоянию на 2017 год — четырёхкратный чемпион Марий Эл. В 2022 году — тренер в команде первой лиги первенства Татарстана «СШ №2» пгт.Васильево ЗМР РТ. Судит футбольные матчи регионального уровня.